# ルーク・クラインタンク
ルーク・クラインタンク（Luke Kleintank、1990年5月18日 - ）は、アメリカ合衆国の俳優。2011年の『BONES -骨は語る-』シーズン7のフィン・アバーナシー役、2015年の映画『マックス』のタイラー・ハーン役、Amazonスタジオの『高い城の男』のジョー・ブレイク役で知られる。

## 生い立ち
1990年5月18日、オハイオ州シンシナティで生まれた。ネイサン、サラ、ルース、ジェイコブ、ベンジャミンの5人の兄姉がいる。2歳時にメキシコのグアダラハラに転居し、3年間居住し英語とスペイン語を学んだ。その後12年間をメリーランド州スティーヴンスヴィルで過ごした。父方はオランダおよびドイツの流れを汲んでいる。1827年にオランダのリヒテンヴォードで生まれた高祖父のアントニアス・クライン・タンク(のちにクラインタンクに改名)は1846年にシンシナティに移住し、1854年にドイツのノードーン出身のキャサリナ・アデルハイド・メシンクと結婚した。

## 経歴
5歳の時、母親から演技を薦められ、カーニバルに出演して演技に目覚めた。地方劇団に出演するようになり、高校時代に数多くの公演に出演した。
俳優を志してニューヨークに移住し、2009年、『LAW & ORDER:性犯罪特捜班』の1エピソードのグレッグ役でテレビ・デビューした。2010年、『ゴシップガール』のエリオット・ライヒター役でエリック・ヴァンダーウッドセン(コナー・パオロ)に恋するバイセクシャルの男性を演じた。ロサンゼルスに転居し、2010年9月21日、『ザ・ヤング・アンド・ザ・レストレス』のノア・ニューマン役でソープオペラ・デビューした。半年経たないうちに『No Ordinary Family』にクリス役で出演のため降板した。
2011年よりFOXの『BONES -骨は語る-』にフィン・アバーナシー役で出演した。2013年、CBSの『PERSON of INTEREST 犯罪予知ユニット』シーズン2半ばの1エピソードにケイレブ・フィップス役で出演し、2015年に鍵を握る役として2エピソードに出演した。2013年から2014年、ABCファミリーの10代向け連続ドラマ『プリティ・リトル・ライアーズ』にトラヴィス役で出演した。2015年、映画『マックス』にタイラー・ハーン役で出演した。2015年から2018年、Amazonスタジオの『高い城の男』のナチス工作員ジョー・ブレイク役を演じた。
2019年、映画『Crown Vic』のニック・ホランド、『ザ・ゴールドフィンチ』のプラット・バーバー、『ミッドウェイ』のクラレンス・ディキンソン大尉役を演じた。
2021年より、CBSの犯罪ドラマ『FBI: International』のFBI特別捜査官スコット・フォレスター役で主演している。

## 私生活
2018年12月、アルゼンチンの外交官Juan Carlos Vignaudの娘Christina Vignaudと婚約した。

## 出演作品

### 映画
| 年   | 題                                     | 役                                   | 特記       |
| ---- | -------------------------------------- | ------------------------------------ | ---------- |
| 2014 | 1000 to 1: The Cory Weissman Story     | ブレンダン・トレレス(愛称パップス)   | ビデオ映画 |
| 2014 | Dark House                             | ニック・ディ・サント                 |            |
| 2014 | Phantom Halo                           | ベケット・エマーソン                 |            |
| 2015 | Sacrifice                              | ハンク                               |            |
| 2015 | マックス Max                           | タイラー・ハーン                     |            |
| 2019 | Crown Vic                              | ニック・ホランド                     |            |
| 2019 | ザ・ゴールドフィンチ The Goldfinch     | プラット・バーバー                   |            |
| 2019 | ミッドウェイ Midway                    | クラレンス・アール・ディキンソン大尉 |            |
| 2022 | ザ・グッド・ネイバー The Good Neighbor | デイヴィッド                         |            |

### テレビ
| 年           | 題                                                                         | 役                     | 特記                                     |
| ------------ | -------------------------------------------------------------------------- | ---------------------- | ---------------------------------------- |
| 2009         | LAW & ORDER:性犯罪特捜班 en:Law & Order: Special Victims Unit              | グレッグ               | エピソード: "Snatched"                   |
| 2009         | Mercy                                                                      | ジョシュ               | エピソード: "I'm Not That Kind of Girl"  |
| 2010–2011    | ゴシップガール シーズン3, 4 Gossip Girl                                    | エリオット・ライヒター | 6エピソード(2エピソードはクレジット無し) |
| 2010–2011    | ザ・ヤング・アンド・ザ・レストレス The Young and the Restless              | ノア・ニューマン       | 2010年9月21日–2011年4月8日               |
| 2010         | Parenthood                                                                 | ハワード               | 2エピソード                              |
| 2011         | パワー・オブ・フォー 普通じゃない家族 No Ordinary Family                   | クリス・マイナー       | 7エピソード                              |
| 2011         | GREEK〜ときめき★キャンパスライフ Greek                                     | ライラン               | エピソード: "Agents for Change"          |
| 2011         | LAW & ORDER:LA Law & Order: LA                                             | ジェシー・ベックマン   | エピソード: "Runyon Canyon"              |
| 2011–2014    | BONES -骨は語る- シーズン7, 8 Bones                                        | フィン・アバーナシー   | 8エピソード                              |
| 2011         | CSI:マイアミ10 ザ・ファイナル CSI: Miami                                   | トム・グランガー       | エピソード: "Long Gone"                  |
| 2012         | グッド・ワイフ4 The Good Wife                                              | コナー                 | エピソード: "Here Comes the Judge"       |
| 2013, 2015   | パーソン・オブ・インタレスト 犯罪予知ユニット シーズン2 Person of Interest | ケイレブ・フィップス   | 3エピソード                              |
| 2013         | CSI:科学捜査班13 CSI: Crime Scene Investigation                            | ジェイク / アッシャー  | 2エピソード                              |
| 2013–2014    | プリティ・リトル・ライアーズ Pretty Little Liars                           | トラヴィス・ホブス     | 9エピソード                              |
| 2015–2018    | 高い城の男 The Man in the High Castle                                      | ジョー・ブレイク       | 主演(シーズン1–3)                        |
| 2021–present | FBI: International                                                         | スコット・フォレスター | 主演                                     |